# Omméel
Omméel ist eine Ortschaft und eine ehemalige französische Gemeinde mit 111 Einwohnern (Stand: 1. Januar 2022) im Département Orne in der Region Normandie. Sie gehörte zum Arrondissement Argentan und zum Kanton Argentan-2.
Mit Wirkung vom 1. Januar 2017 wurden die bisherigen Gemeinden Silly-en-Gouffern, Aubry-en-Exmes, Avernes-sous-Exmes, Le Bourg-Saint-Léonard, Chambois, La Cochère, Courménil, Fel, Omméel, Saint-Pierre-la-Rivière, Exmes, Survie, Urou-et-Crennes, Villebadin zu einer Commune nouvelle mit dem Namen Gouffern en Auge zusammengeschlossen und haben in der neuen Gemeinde den Status einer Commune déléguée. Der Verwaltungssitz befindet sich im Ort Silly-en-Gouffern.

## Lage
Nachbarorte von Omméel sind Chambois im Nordwesten, Coudehard im Norden, Saint-Pierre-la-Rivière im Nordosten, Avernes-sous-Exmes im Osten, Villebadin im Süden und Fel im Westen.

## Bevölkerungsentwicklung
| Jahr      | 1962 | 1968 | 1975 | 1982 | 1990 | 1999 | 2008 | 2015 |
| --------- | ---- | ---- | ---- | ---- | ---- | ---- | ---- | ---- |
| Einwohner | 213  | 164  | 130  | 107  | 110  | 103  | 115  | 130  |

## Sehenswürdigkeiten
- Kirche Sainte-Anne d’Avenelles, erbaut im 16./17. Jahrhundert
- Kirche Saint-Pierre aus dem Jahr 1869